# Lokalhistorie
Lokalhistorie er beretninger om historie i et begrænset geografisk område, f.eks. et sogn, et herred eller en af de gamle købstæder. Det vil i mange tilfælde være slægtens og folkets historie til forskel fra bl.a. danmarkshistorien, der i mange gengivelser mest er magthavernes.

## Lokalhistorie i Danmark
Det folkelige arbejde med lokalhistorie foregår ofte i egnshistoriske foreninger eller omkring et lokalhistorisk arkiv.
I mange år blev lokalhistorisk forskning og indsamling i Danmark mest udført af amatørhistorikere. Efter 2. verdenskrig begyndte de professionelle historikere at interessere sig mere for lokalhistorien. Der blev også af Dansk Historisk Fællesforening udsendt en Håndbog for danske lokalhistorikere, som blev udgivet 1952-56 af Johan Hvidtfeldt. I 1970 blev der på Københavns Universitet oprettet Lokalhistorisk Afdeling, der i perioden 1972-94 udsendte i alt 17 småtryk og frem til 1997 10 skrifter, før afdelingen blev lukket i 2000.
Den mest brugte opdeling af lokalhistorien i Danmark er efter amter og herreder, hvor herrederne gennem historien har været en stabil administrativ enhed, mens grænserne for len og amter har været, og fortsat er, i forandring.

## Lokalhistorie i Norge
De fleste byer i Norge har et museum som har lokalhistorisk fokus, og for mange af landets kommuner foreligger bygdebøger, der bl.a. beskriver kommunens gårde og slægter.
De ældste bygdebeskrivelser var overvejende topografisk beskrivende; nogle af dem (fra 1500-tallet) blev udgivet af Gustav Storm i Historisk-topografiske Skrifter om Norge og norske Landsdele (1895). Eksempler fra en noget senere tid er Ludvig Holbergs Bergens Beskrivelse (1737). Fra anden halvdel af 1700-tallet findes en lang række bygdebeskrivelser, med Hans Strøms Beskrivelse over Fogderiet Søndmøre (1762–1769) som en af de betydeligste. 1792–1808 udkom Topographisk Journal for Norge, som fra 1811 blev fortsat i Historisk-topografiske Samlinger, udgivet af Selskabet for Norges Vel, og senere af samme selskabs Budstikken (til 1834).
Efter en periode med mindre aktivitet udkom 1885–1921 det store værk Norges land og folk i 44 bind, de fleste skrevet af Amund Helland, som fik stor betydning. Der blev i de følgende tiår stiftet en række foreninger rundt om i landet, som har haft udgivelse av by- og bygdebøger som en vigtig del af deres program.

## Lokalhistorie i Sverige
I Sverige er hembygdskunskap et skolefag i grundskolens 3. klasse, hvor eleverne lærer om deres lokalområde. Faget blev indført i 1919.